# FK Peliszter
A Peliszter, vagy városnévvel Peliszter Bitola (macedónul: Фудбалски Клуб Пелистер Битола, magyar átírásban: Fudbalszki Klub Peliszter Bitola) egy macedón labdarúgócsapat, székhelye a Bitola városában található. Jelenleg a macedón labdarúgó-bajnokság élvonalában szerepel.
Legnagyobb sikerét 2001-ben érte el, mikor elhódította a macedón nemzeti kupát.

## Története
A klub jogelődjét 1924-ben Omladina néven alapították, majd a második világhoború végéig FK Peliszter és SK Bitola neveken is szerepelt. Végleges formát 1945-ben nyert, mikor az SK Bitola és a Rabotnicski Bitola csapatai FK Peliszter klubnév alatt egyesültek. Alsóbb osztályú jugoszláv labdarúgó-bajnokságokban szerepelt, 1960-ban, 1961-ben, 1975-ben és 1982-ben megnyerte a macedón csapatok számára kiírt nemzetiségi kupát, mely a mai macedón kupa hivatalos státusz nélküli elődje volt. Első nagyobb eredményét 1974-ben jegyezte, amikor két évad erejéig a jugoszláv másodvonalban versengett. Kiesését követően 1982-ben jutott fel újra, majd tíz évvel később az első független macedón labdarúgó-bajnokság élvonalába innen nyert besorolást.
Többször is harcban volt a dobogós helyekért, azonban rendre lemaradt róla. Legjobb eredményeként 4. helyekkel büszkélkedhetett, mikor 2001-ben megnyerte – a már hivatalos státuszú – macedón kupát, így a korábbi sikeres Intertotó-kupa-bemutatkozást UEFA-kupa-szerepléssel koronázta. 
A macedón első osztályú labdarúgó-bajnokságok indítása óta a legjobbak között szereplő Peliszter 2003-ban nehéz pénzügyi helyzetbe került, melynek folyományaként 10 év után kiesett az élvonalból. A klub egykori játékosai, Mitko Sztojkovszki és Toni Micevszki siettek a „zöld-fehérek” segítségére. Megmentették a klubot a feloszlástól, majd elsimították az anyagi vonzatú problémákat és 2005-ben a játékosokkal együtt örülhettek a másodosztályú bajnoki címnek.

## Sikerei
Macedónia
- Kupagyőztes:

1 alkalommal (2001)

## Eredményei

### Európaikupa-szereplés

#### Összesítve
| Kupa           | J  | GY | D | V | LG–KG |
| -------------- | -- | -- | - | - | ----- |
| UEFA-kupa      | 4  | 1  | 1 | 2 | 3–5   |
| Intertotó-kupa | 6  | 3  | 1 | 2 | 8–7   |
| Összesítve     | 10 | 4  | 2 | 4 | 11–12 |

#### Szezonális bontásban
| Idény     | Kupa           | Forduló         | Klub            | 1. mérk. | 2. mérk. |
| --------- | -------------- | --------------- | --------------- | -------- | -------- |
| 2000      | Intertotó-kupa | 1. forduló      | CS Hobscheid    | 3–1      | 1–0      |
| 2000      | Intertotó-kupa | 2. forduló      | Västra Frölunda | 3–1      | 0–0      |
| 2000      | Intertotó-kupa | 3. forduló      | Celta de Vigo   | 0–3      | 1–2      |
| 2001–2002 | UEFA-kupa      | Selejtező       | FC St. Gallen   | 0–2      | 3–2      |
| 2008–2009 | UEFA-kupa      | 1. selejtezőkör | APÓEL           | 0–0      | 0–1      |

Megjegyzés: Csak az Európai Labdarúgó-szövetség (UEFA) által szervezett európai kupák eredményeit tartalmazza. Az eredmények minden esetben a Peliszter szemszögéből értendőek, a félkövéren jelölt mérkőzéseket pályaválasztóként játszotta.

## Külső hivatkozások
- Hivatalos honlap (macedónul)
- Adatlapja az uefa.com-on (angolul)
- Adatlapja a macedonianfootball.com-on (angolul)
- A Macedón Labdarúgó-szövetség hivatalos oldala (macedónul), (angolul)